# Клівія
Клівія (Clivia) — рід багаторічних вічнозелених трав'янистих рослин родини амарилісових. Ботанік Джон Ліндлі дав назву роду Clivia в честь герцогині Нортумберлендської Шарлотти Клайв, гувернантки майбутньої королеви Великої Британії Вікторії.
Рід налічує приблизно п'ять видів, батьківщиною яких є Південна Африка. Деякі з них, такі як Clivia miniata і Clivia nobilis, культивуються як декоративні рослини.

## Clivia miniata

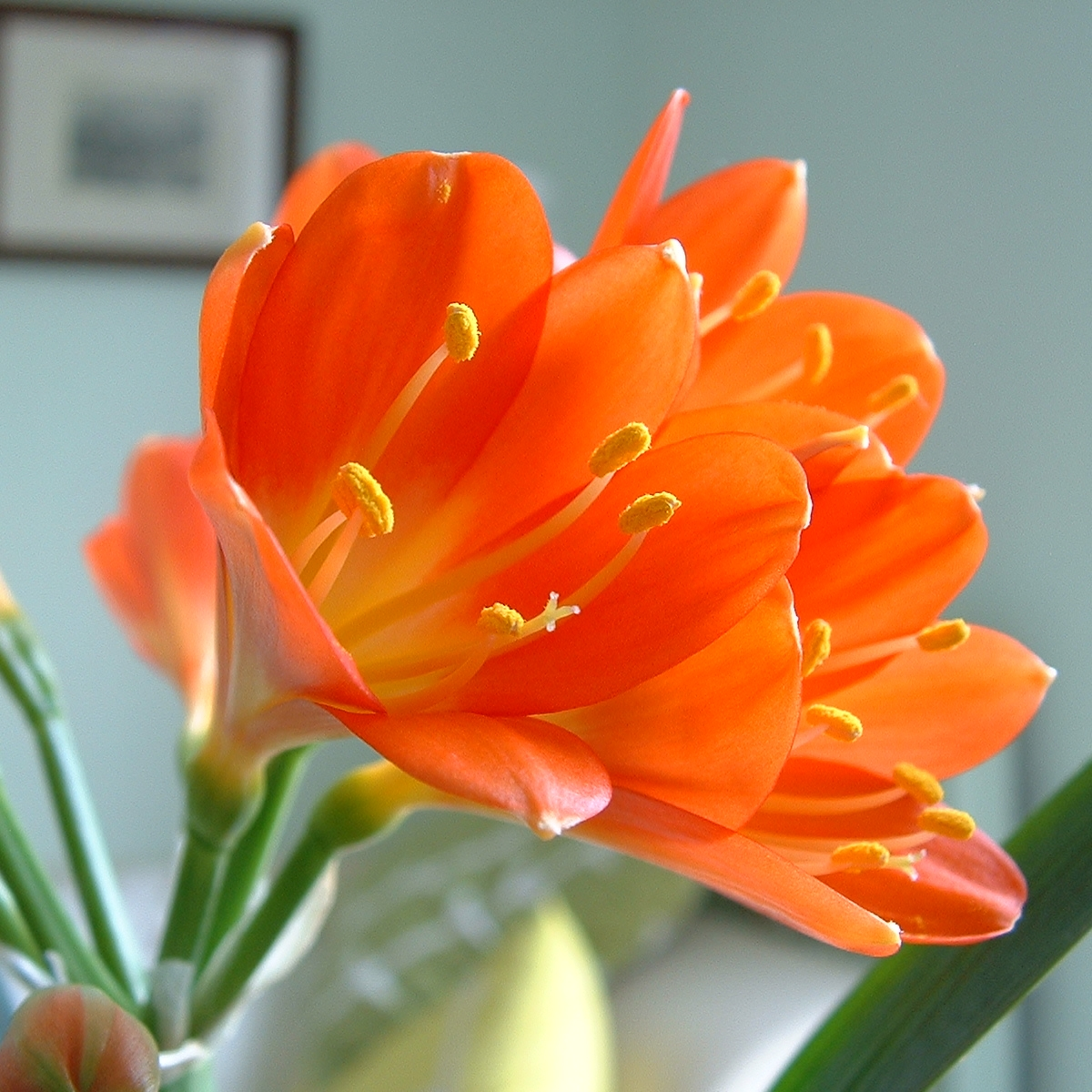
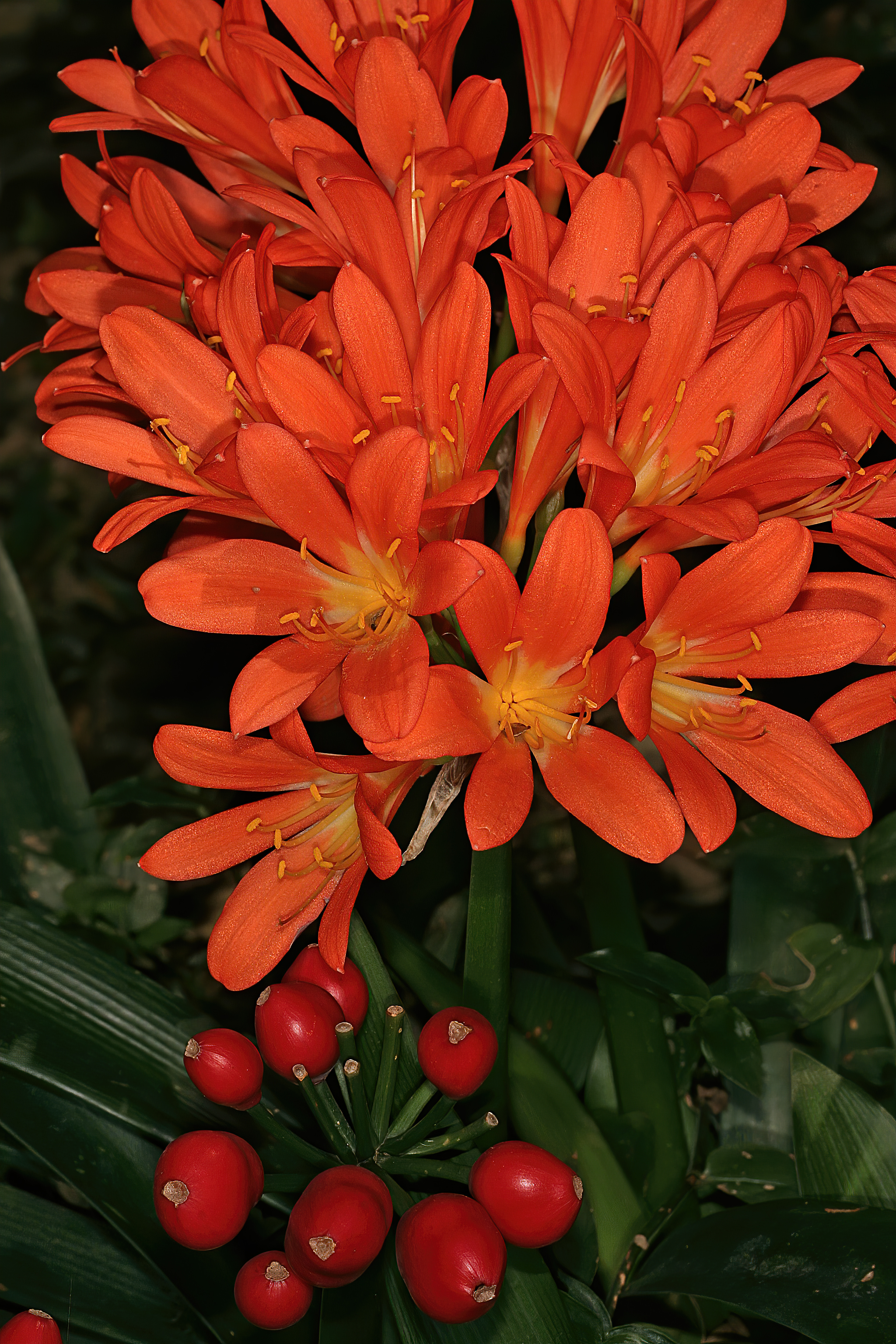
Клівія в процесі цвітіння (вгорі) і з червоними плодами (внизу)
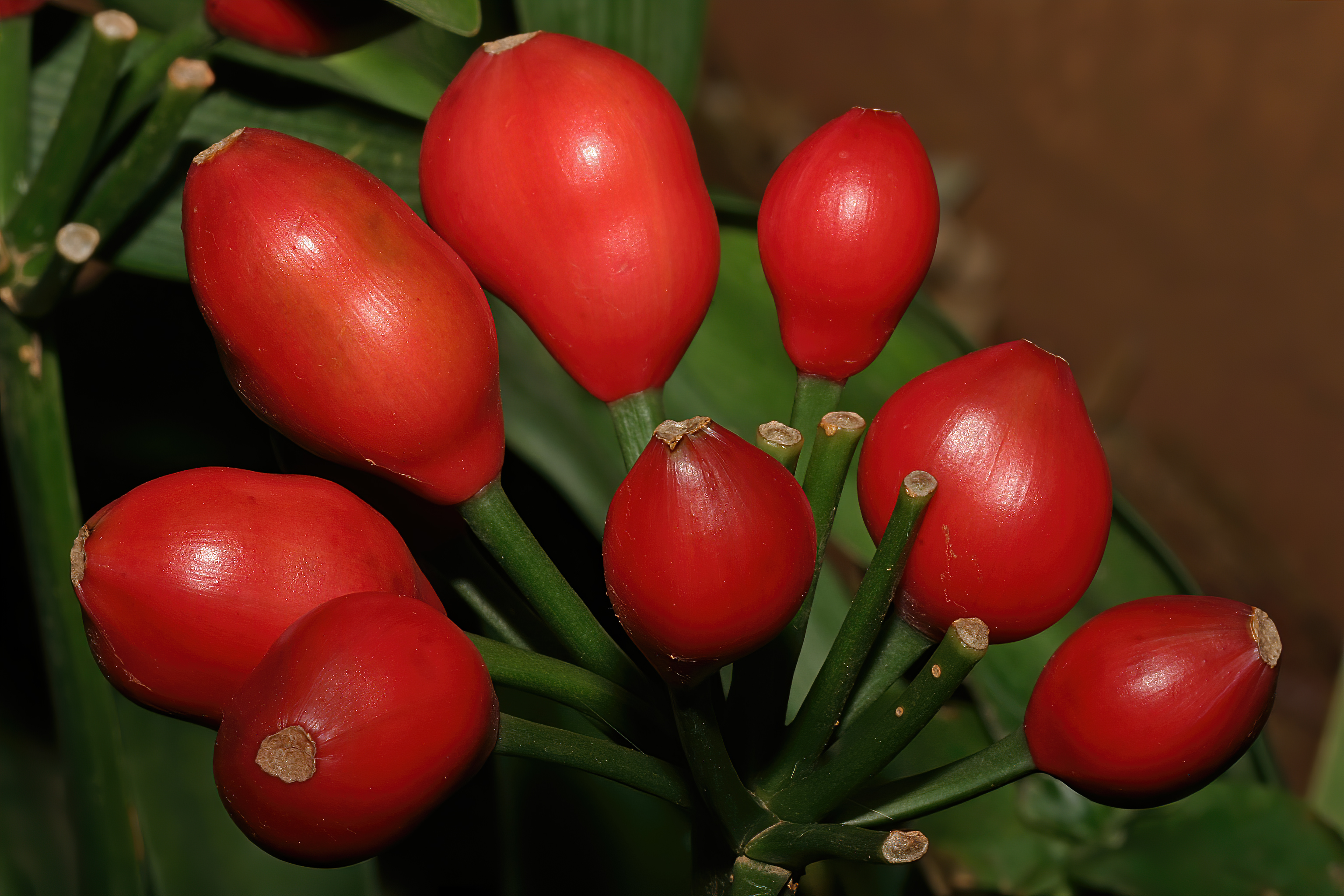
Червоні достиглі плоди
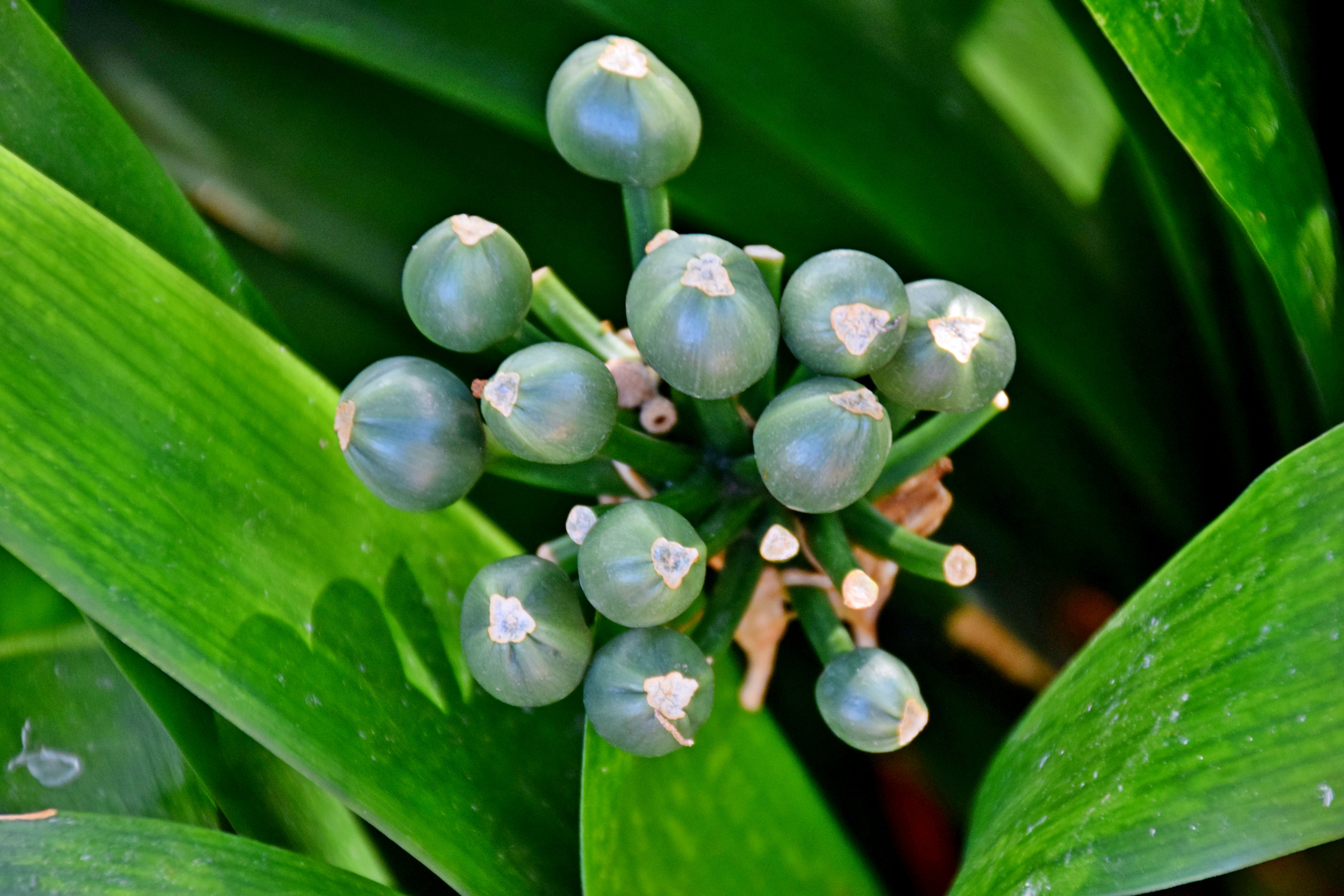
Недостиглі зелені плони Клівії (Тулуза)
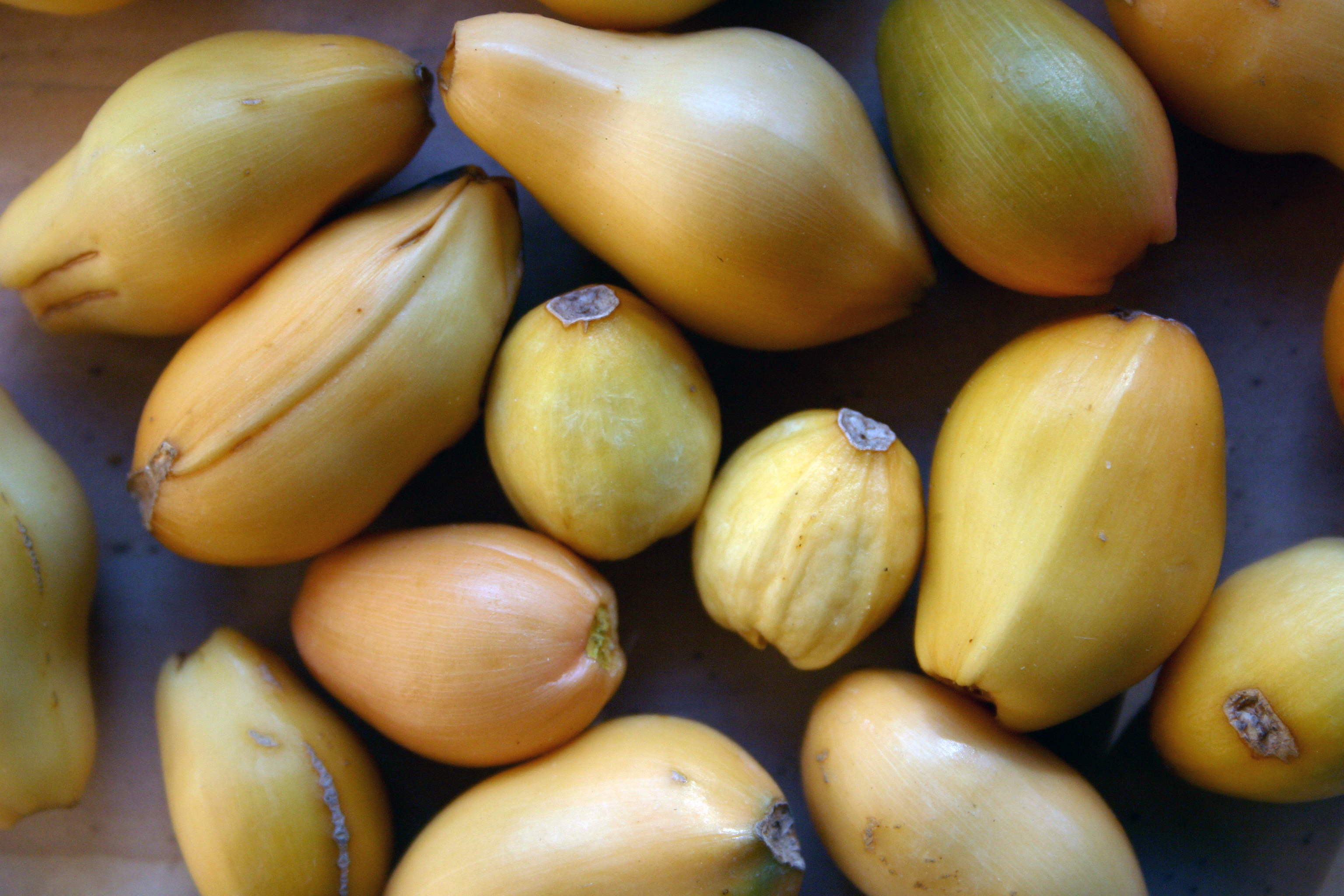
Сухе насіння, Йоганнесбург, ПАР
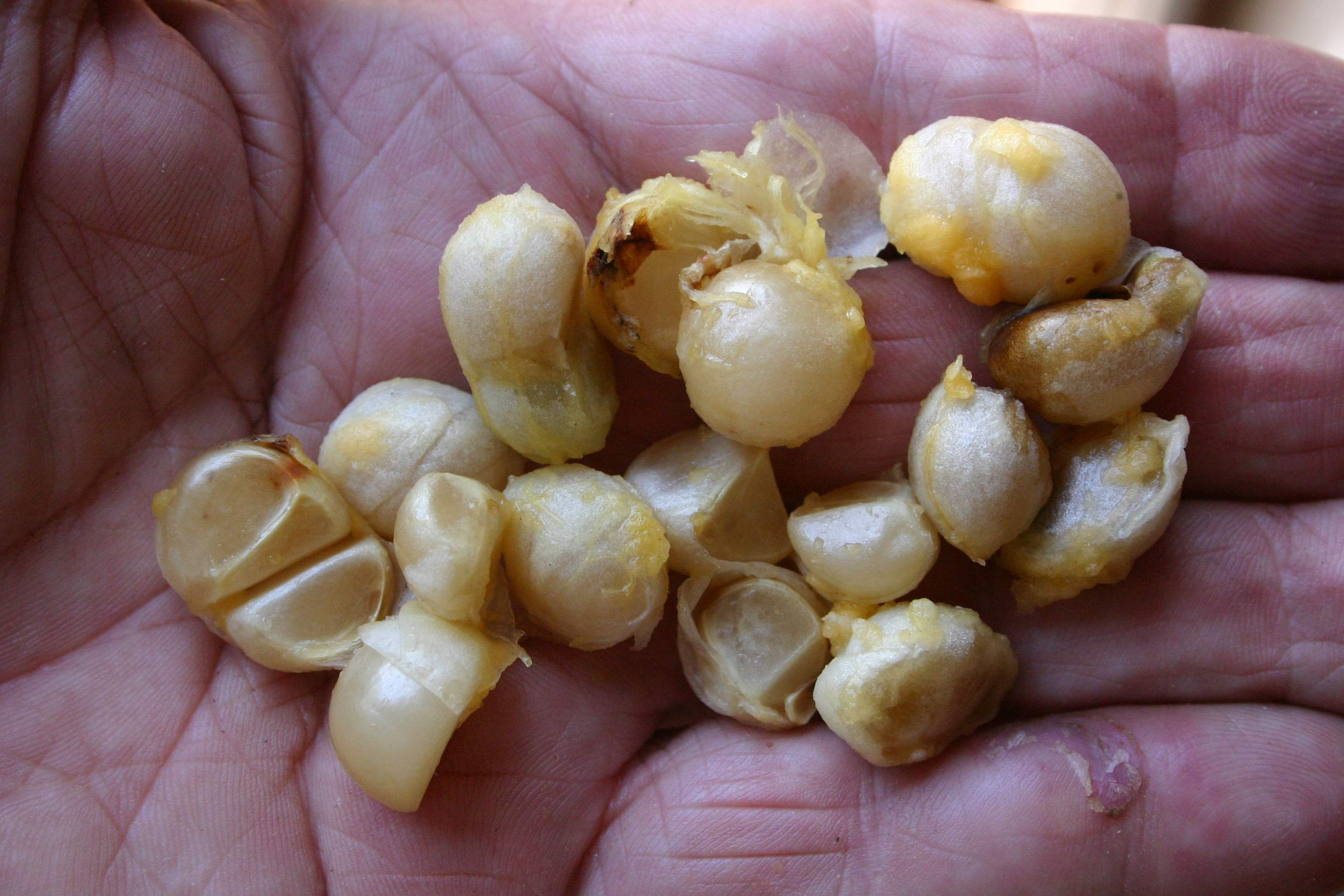
Розлущене насіння, Йоганнесбург, ПАР
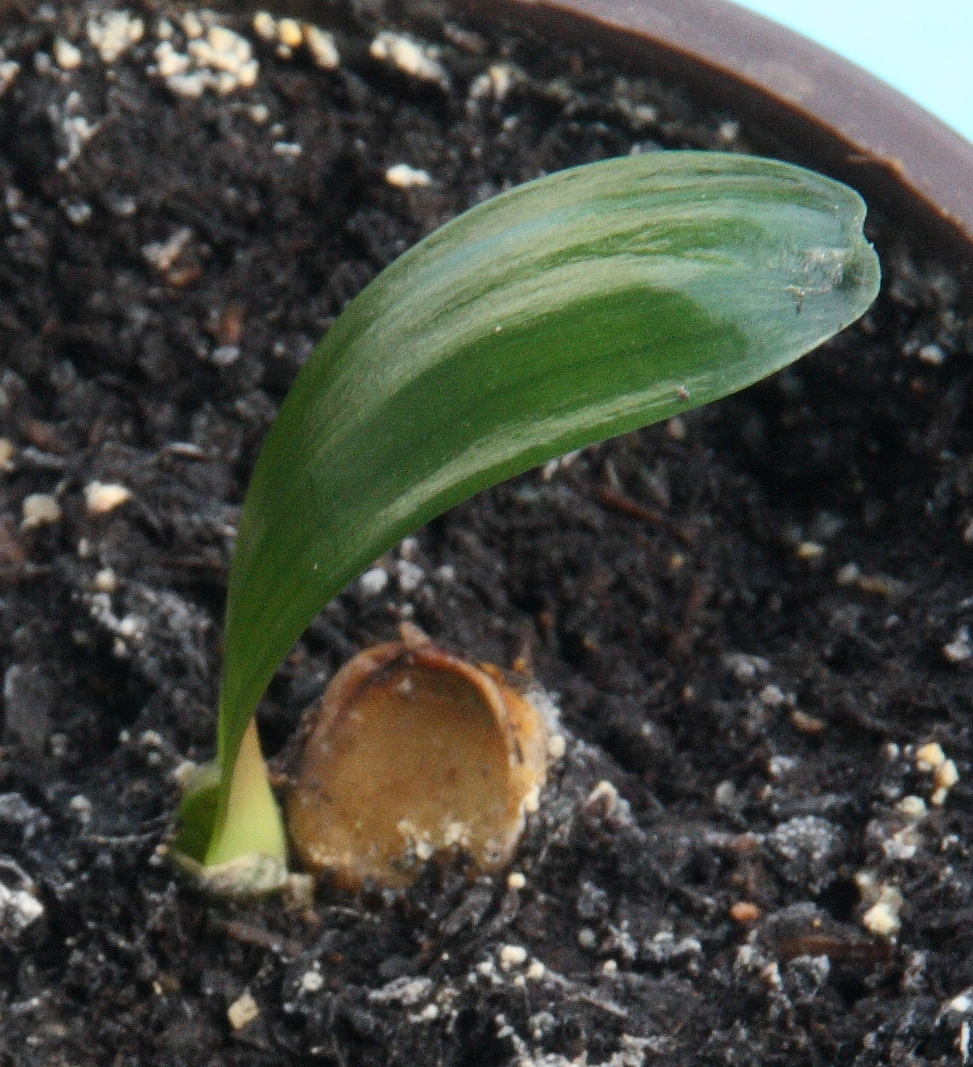
Перший листочок
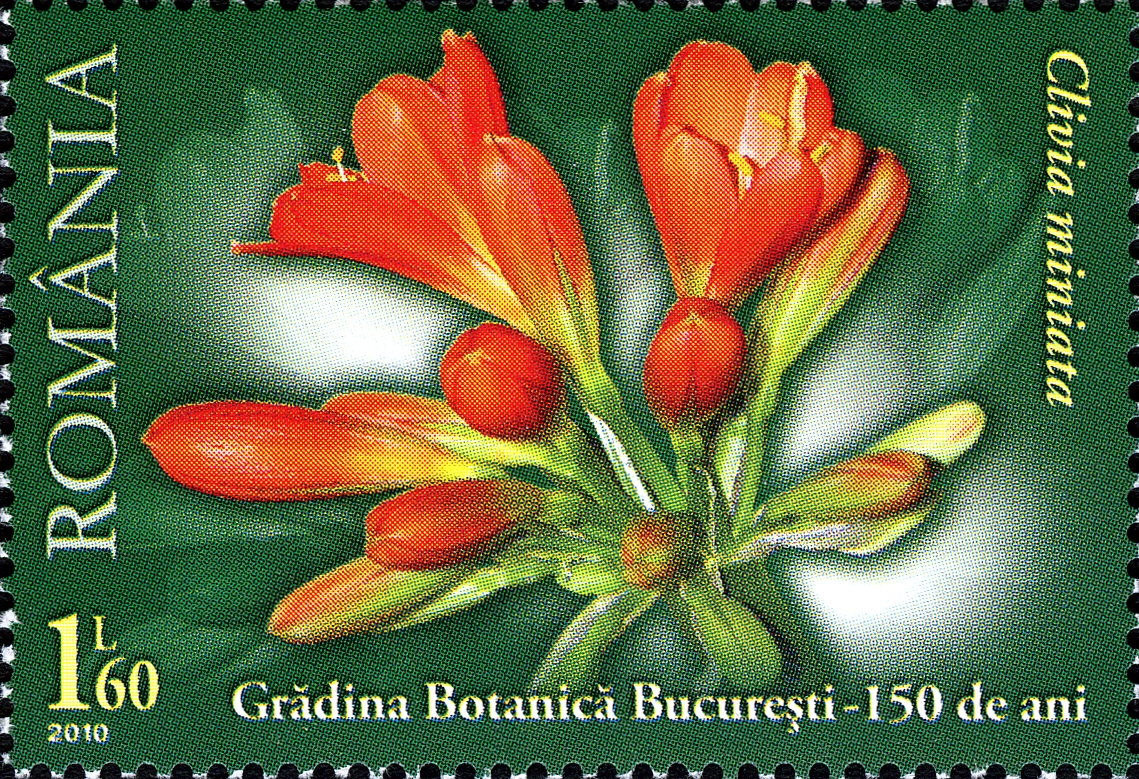
Марка Румунії 2010 року, присвячена Клівії
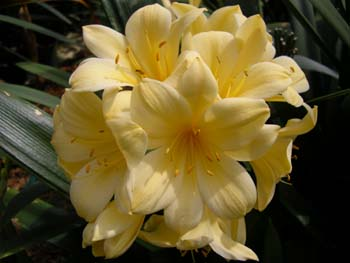
Жовта Клівія
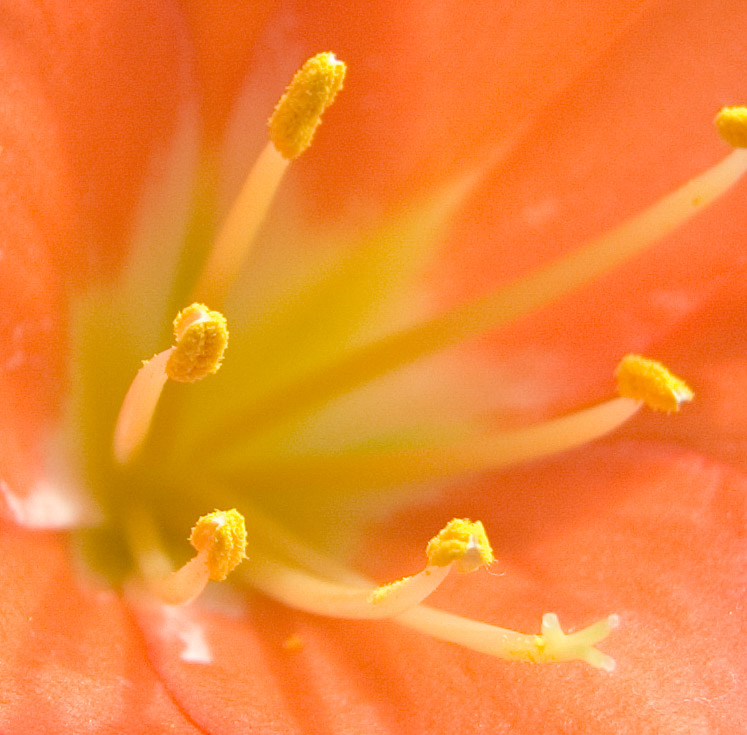
Внутрішня частина квітки із тичинками
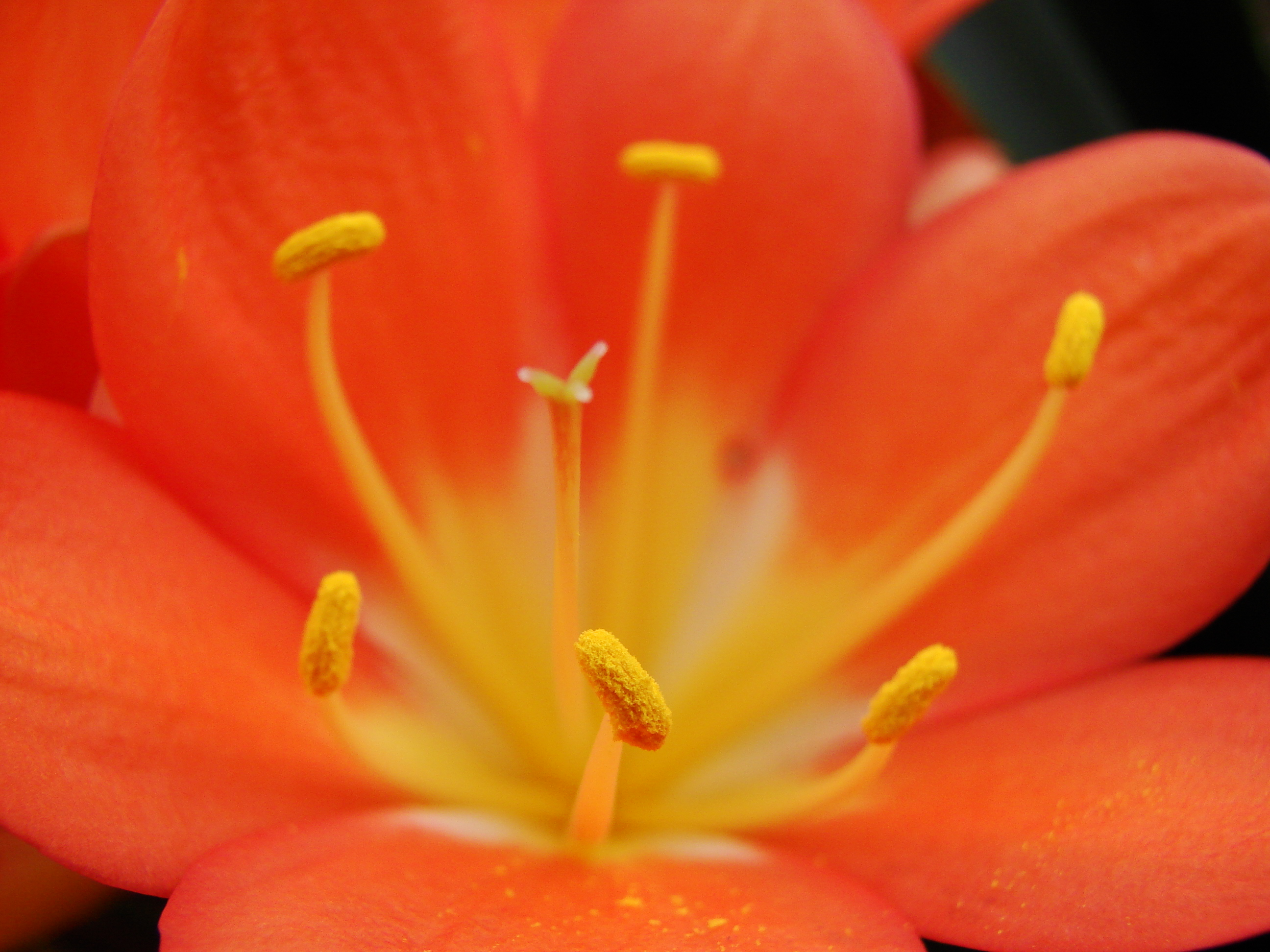
Внутрішня частина квітки із тичинками (Цюрих)
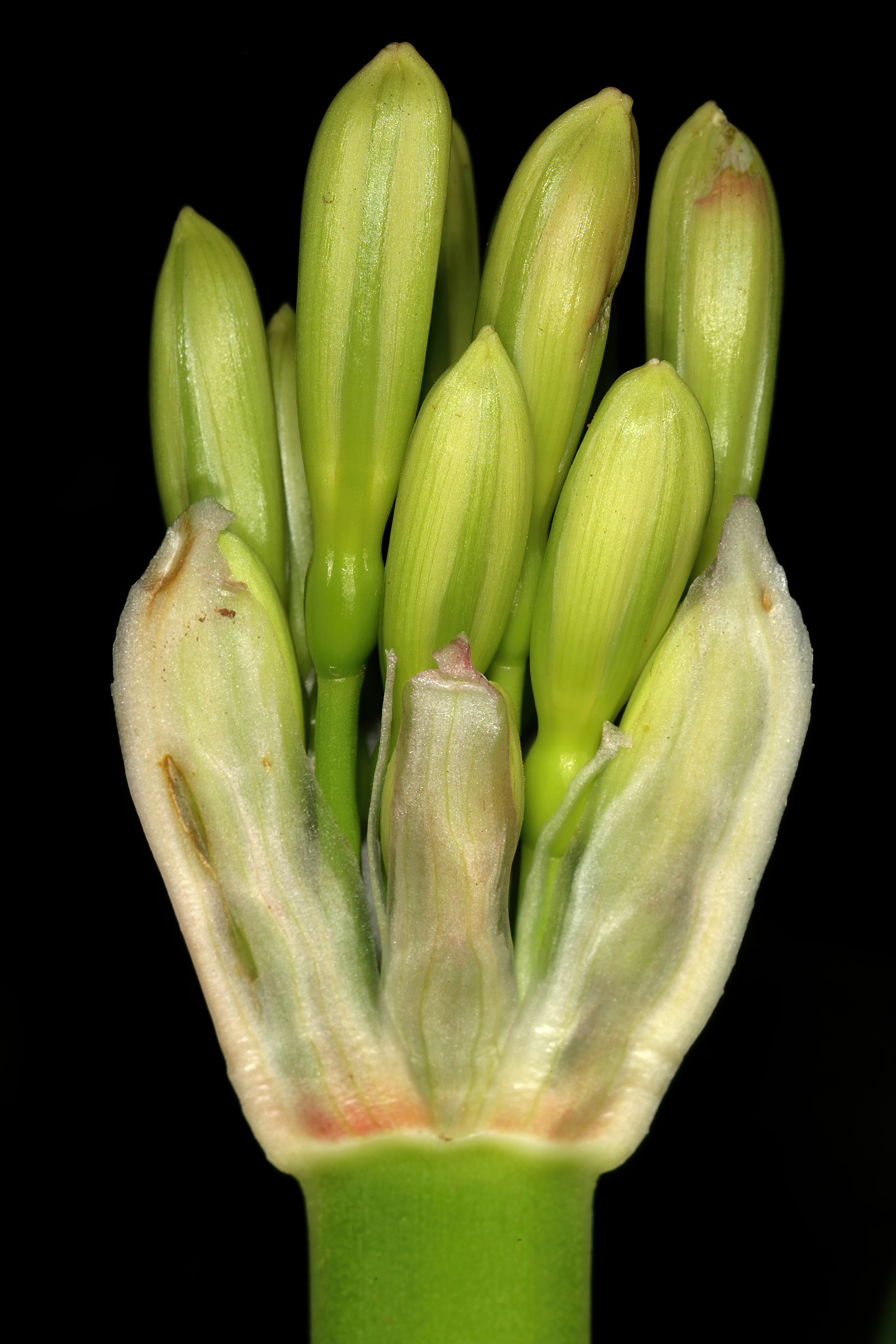
Пуп'янки
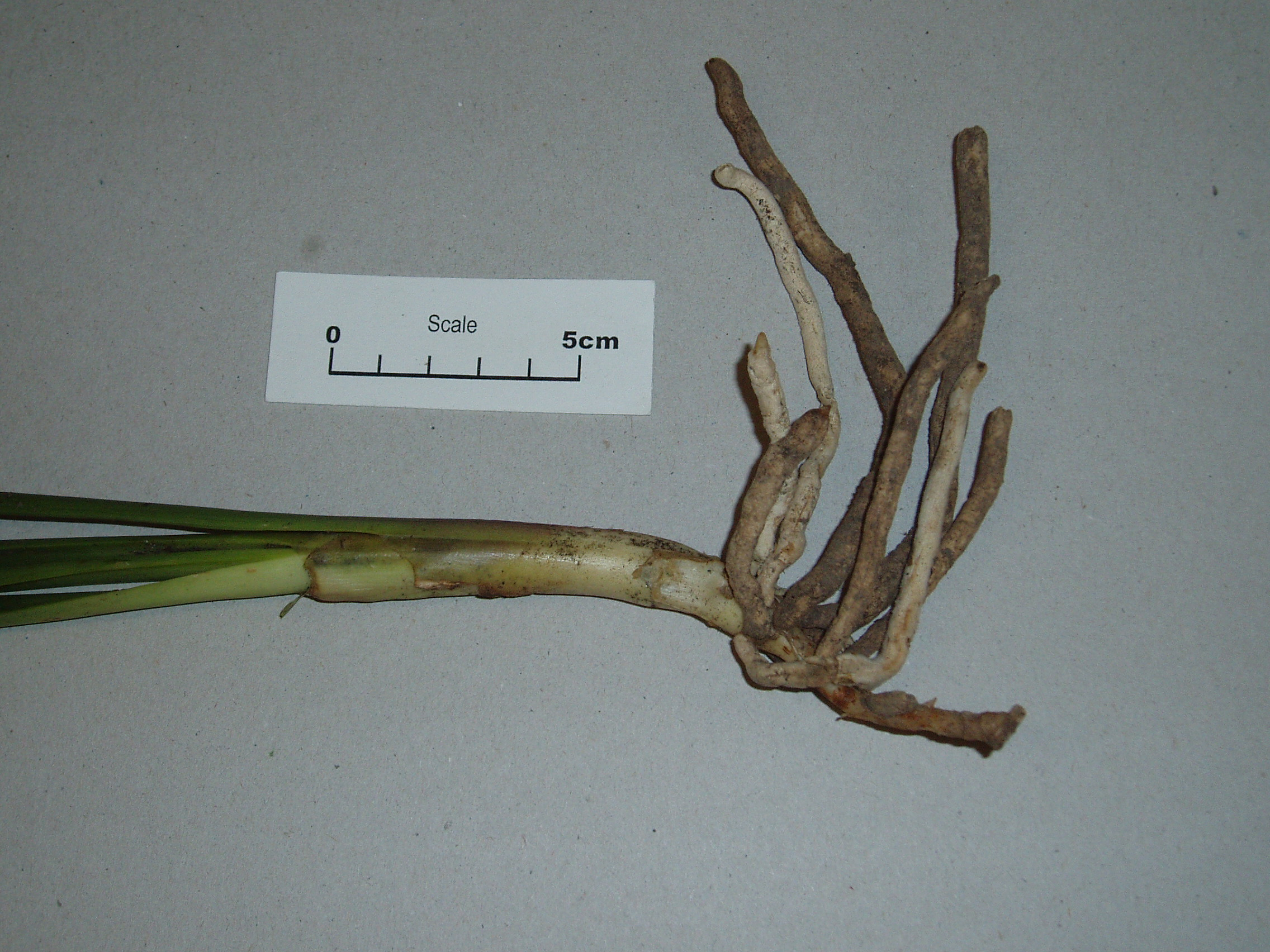
Коренева система
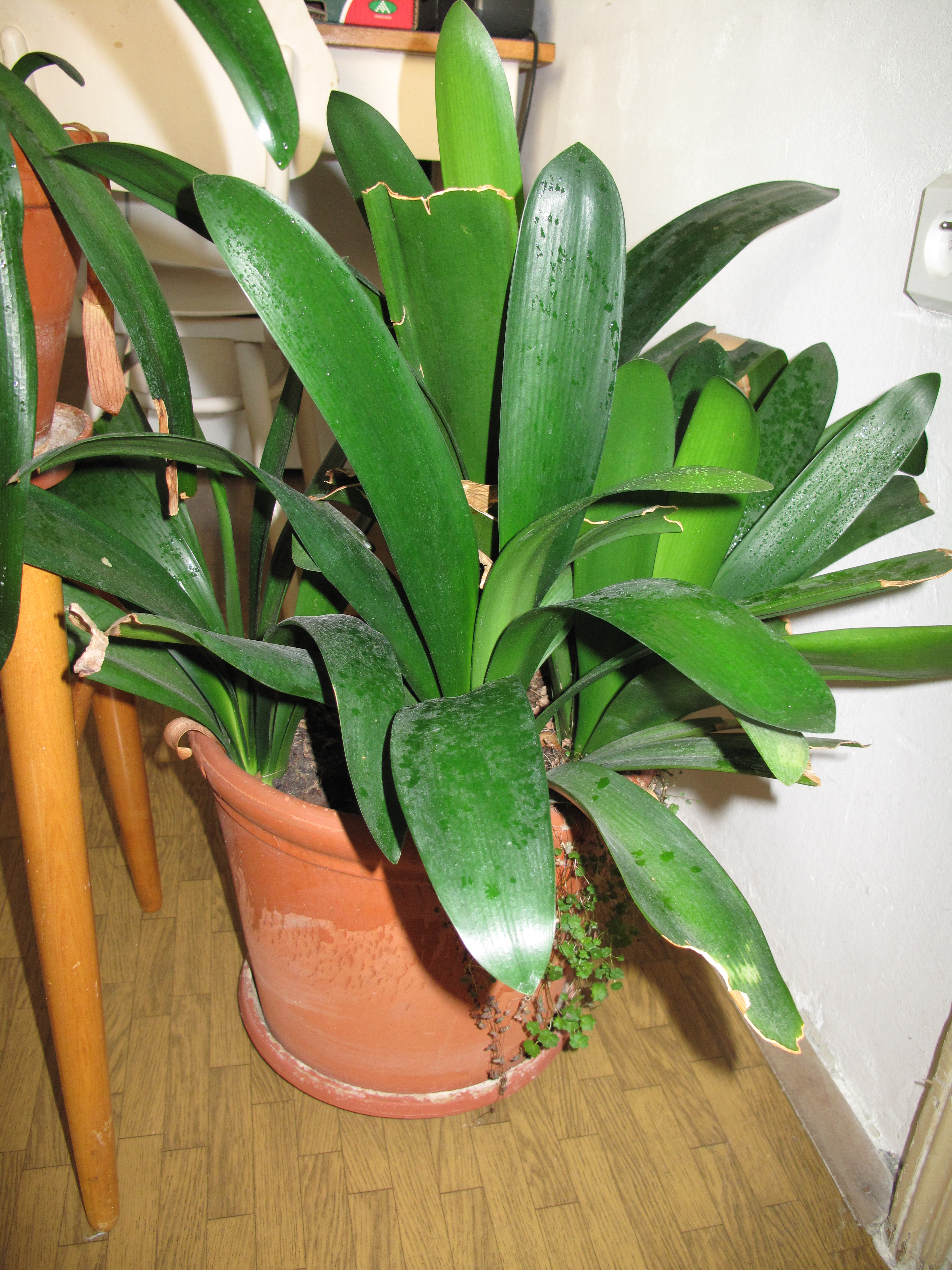
У вазоні, без квіток
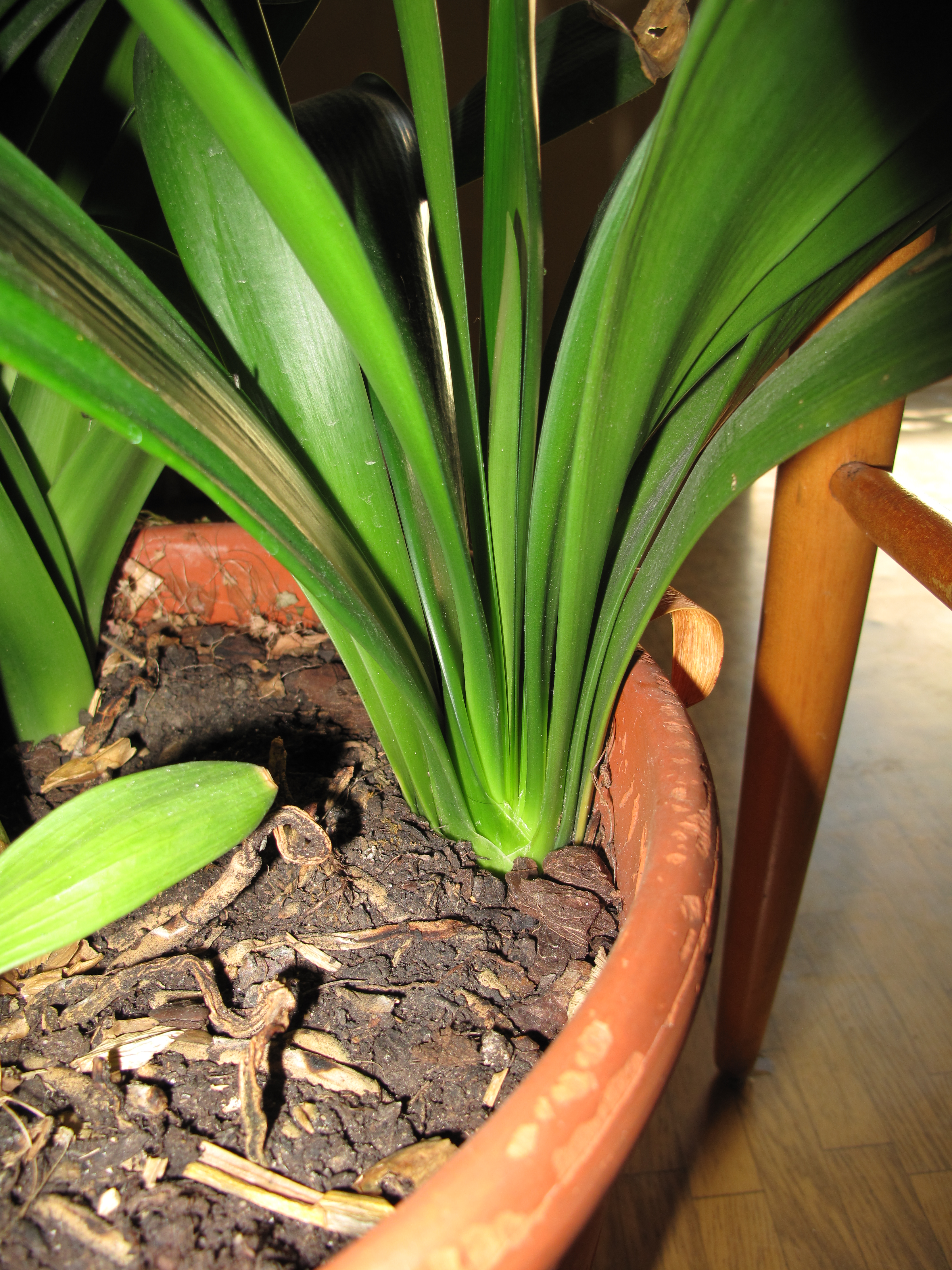
Молодий пагін (Прага)

## Клівія (інші)

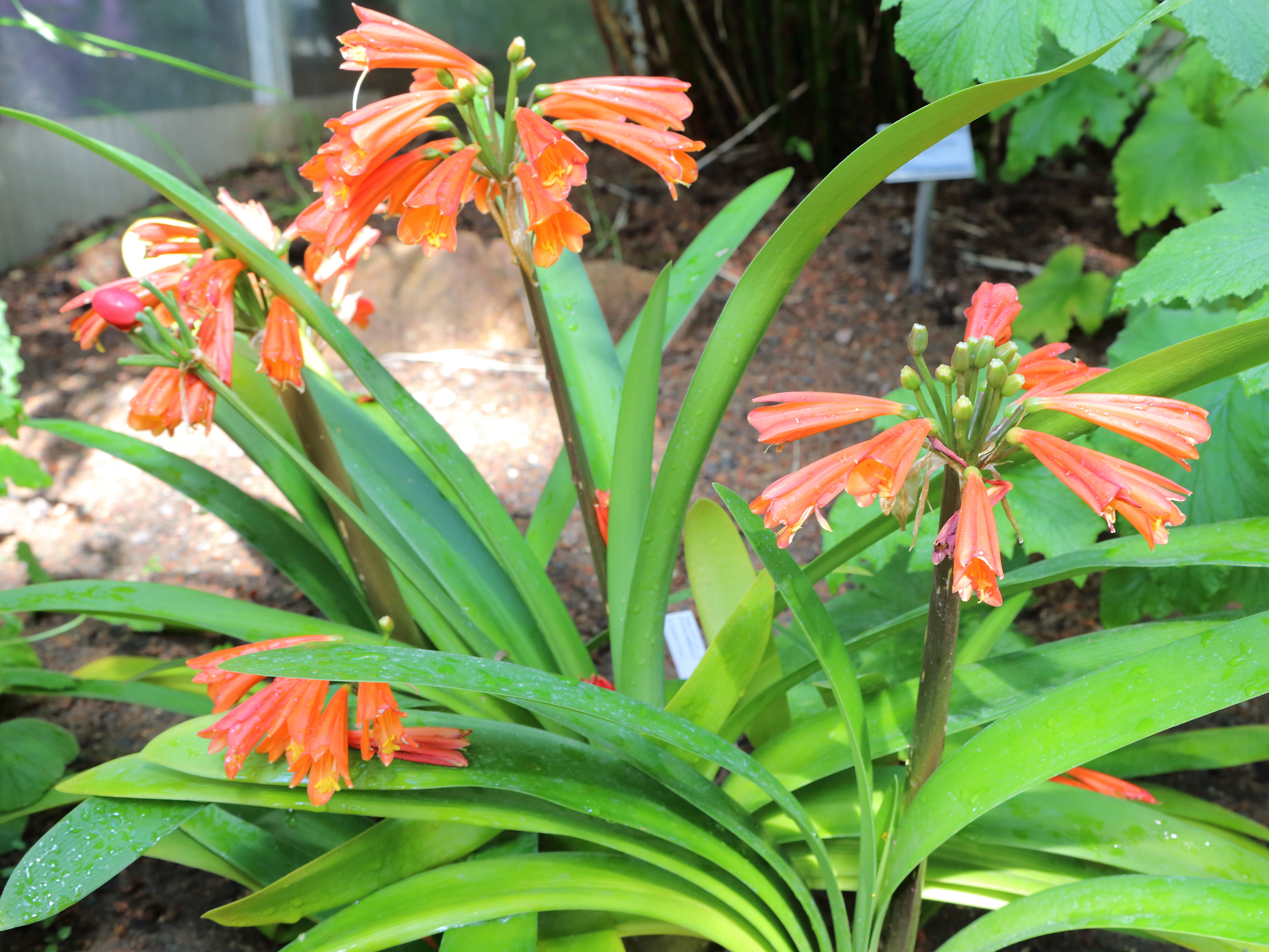
Clivia robusta
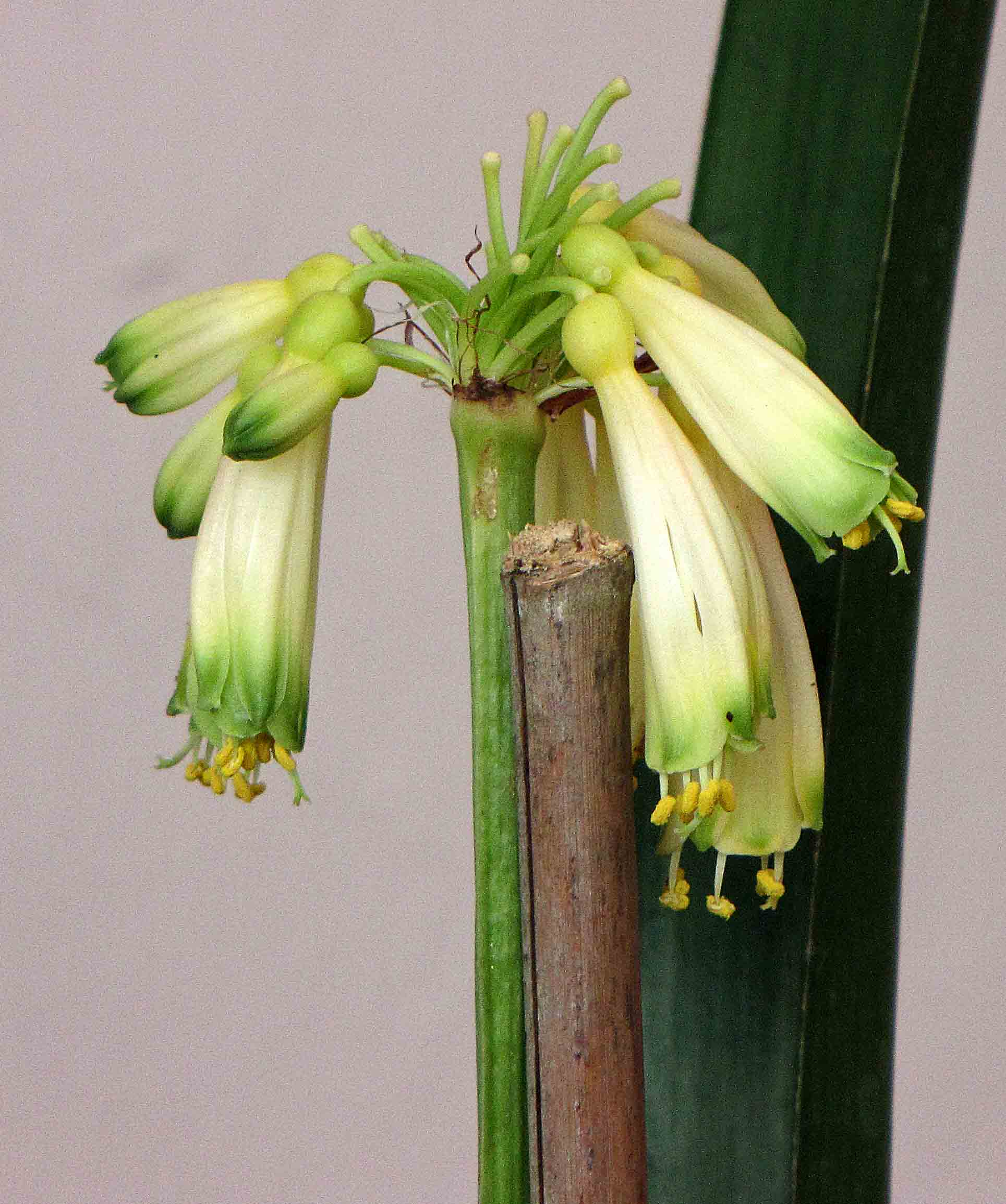
Clivia robusta (Велика Британія)
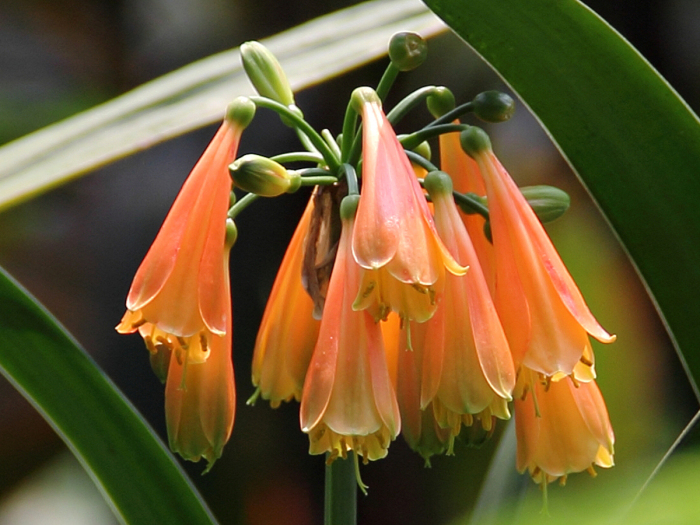
Clivia nobilis
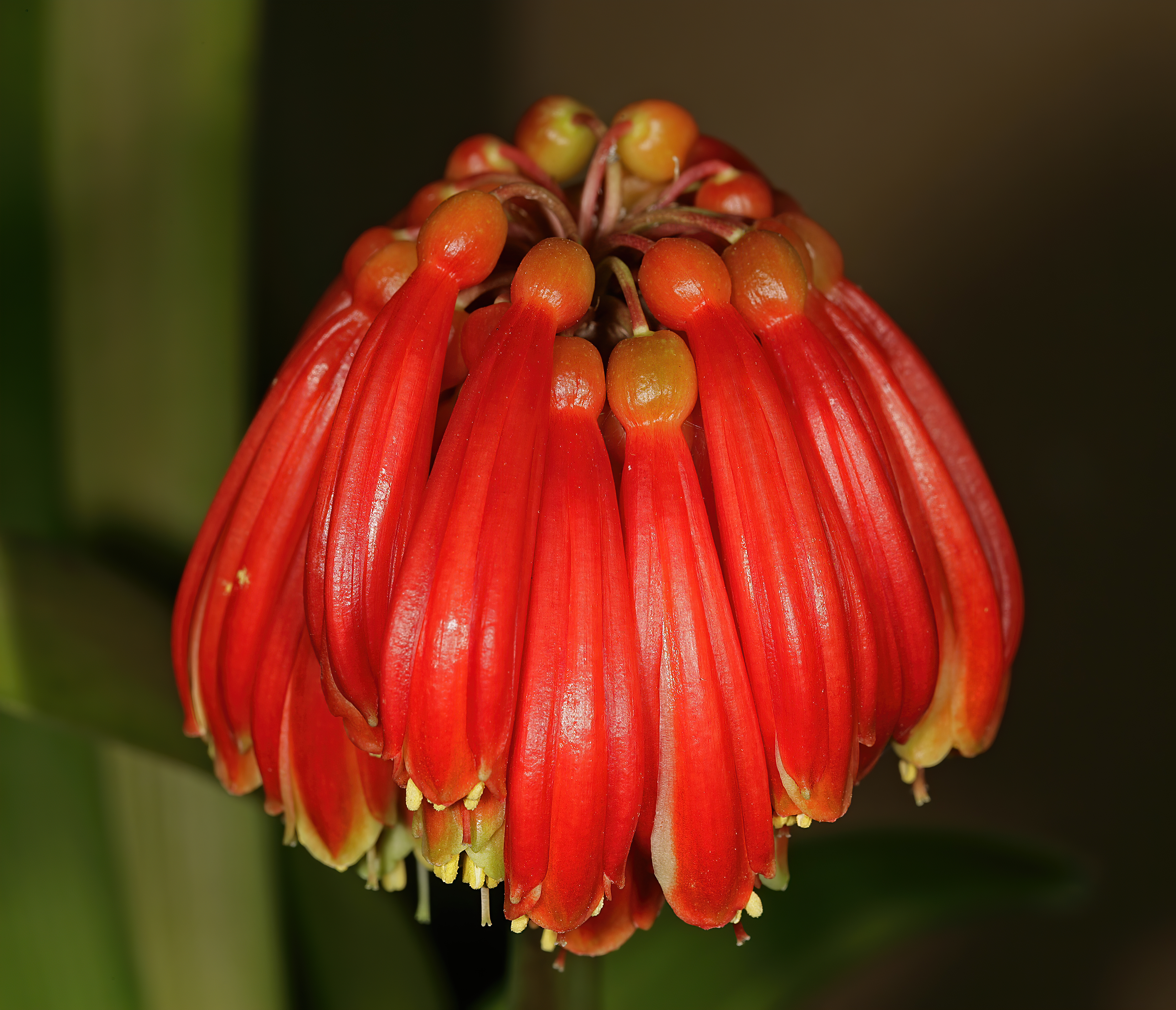
Clivia nobilis, Кейптаун
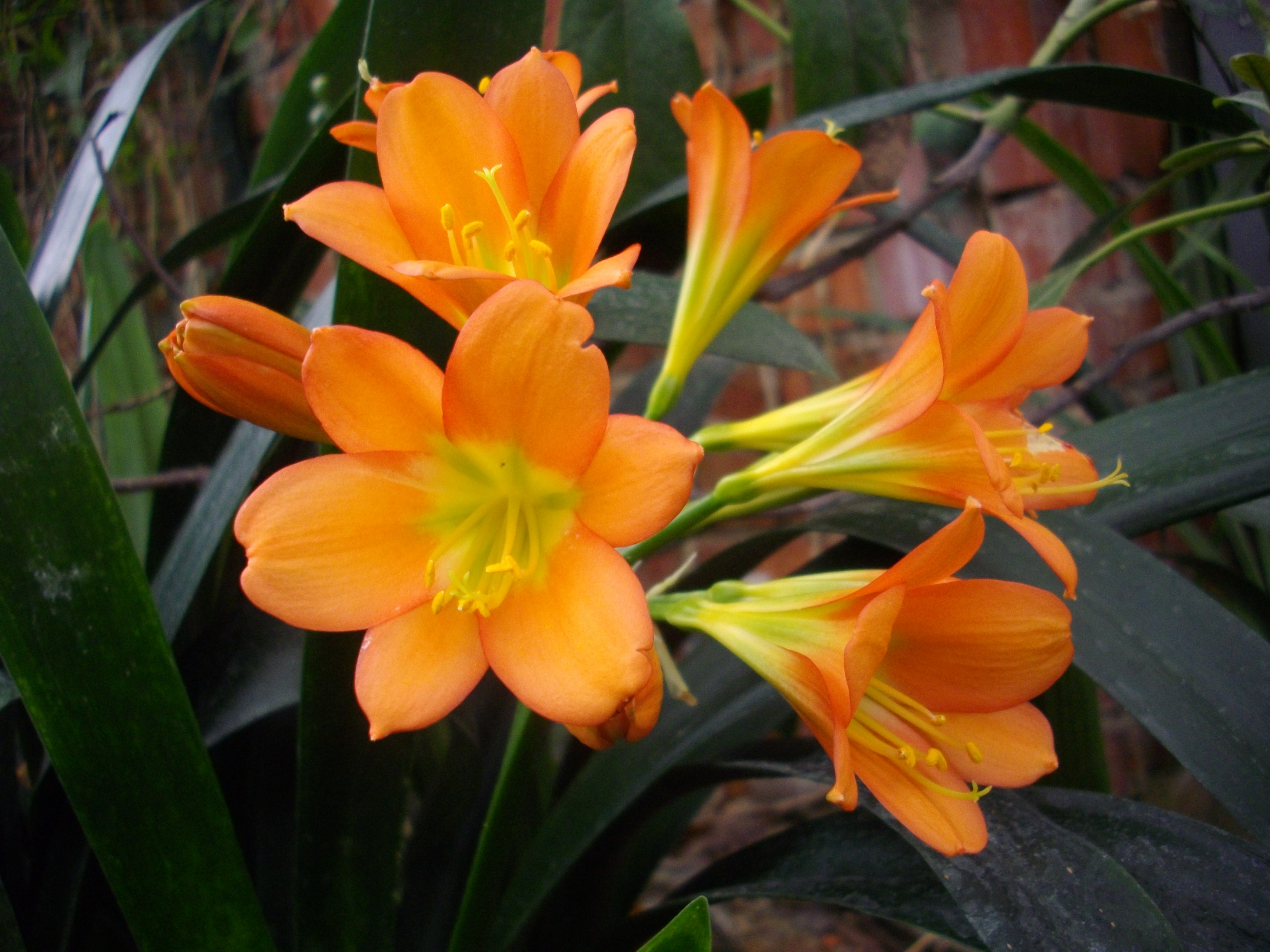
Clivia × cyrtanthiflora, гібрид Clivia miniata × Clivia nobilis (Мец, Франція)